# Mauro Longo
Mauro Longo (Mirano, 15 giugno 1960) è un ex ciclista su strada italiano, professionista dal 1983 al 1987. In carriera colse un'unica vittoria, il Trofeo Laigueglia 1986; colse alche qualche piazzamento, come il quarto posto alla Milano-Torino 1984.

## Palmarès
- 1980 (dilettanti)

Coppa Caivano
- 1981 (dilettanti)

Trofeo ZSŠDI
11ª tappa, 1ª semitappa Giro Ciclistico d'Italia (Casciana Terme > Galleno)
- 1982 (dilettanti)

Trofeo ZSŠDI
Vicenza-Bionde
- 1986 (Malvor-Bottecchia, una vittoria)

Trofeo Laigueglia

## Piazzamenti

### Grandi Giri
- Giro d'Italia

1984: 90º
1985: 93º
1986: 94º
1987: ritirato

### Classiche monumento
- Milano-Sanremo

1987: 112º
- Giro delle Fiandre

1987: 54º